# Omar Abdulrahman
Omar Abdulrahman Ahmed Al Raaki Al Amoodi (tiếng Ả Rập: عمر عبد الرحمن أحمد الراقي العمودي; sinh ngày 20 tháng 9 năm 1991) là một cầu thủ bóng đá chuyên nghiệp người Các Tiểu vương quốc Ả Rập Thống nhất, là tiền vệ tấn công của câu lạc bộ Al Jazira của Qatar và đội tuyển UAE. ESPN FC đã xếp hạng Omar là 1 trong Top 10 cầu thủ xuất sắc nhất châu Á năm 2012. Vào năm 2013, Omar đã được FIFA liệt kê trong các ngôi sao tương lai hứa hẹn nhất ở châu Á. Omar được xếp hạng 39 trong danh sách 50 cầu thủ xuất sắc nhất mùa giải 2012–13 trên toàn thế giới.
Omar bắt đầu sự nghiệp khi anh tham gia thử việc ở Al-Hilal vào năm 2000. Anh gia nhập Al Ain vào năm 2006 ở tuổi 15. Trong mùa giải 2008–09, anh được đôn lên đội hình chính và ra mắt vào năm 2009 và giành danh hiệu cao cấp đầu tiên của mình Etisalat Cup và Cup Chủ tịch, Siêu cúp năm 2009. Mặc dù bị chấn thương dây chằng trong mùa giải sau và phải ngồi ngoài hơn sáu tháng, anh đã trở thành cầu thủ trụ cột được ra sân thường xuyên sau đó và giúp câu lạc bộ của mình tránh xuống hạng trong mùa giải 2010-11. Anh đã kết thúc mùa giải với 11 bàn thắng trong 29 lần ra sân và được bình chọn là cầu thủ triển vọng nhất trong năm. Trong mùa giải 2011-12, Omar bị chấn thương tương một lần nữa và lại phải nghỉ sáu tháng, anh trở lại sau chấn thương để chứng kiến câu lạc bộ của mình lên ngôi vô địch của giải VĐQG. Sau hai tuần thử nghiệm với Manchester City F.C., anh trở lại Al Ain để trở thành cầu thủ chủ chốt trong mùa giải 2012-13 và được bầu chọn là Cầu thủ xuất sắc nhất của năm, Cầu thủ của năm và Cầu thủ trẻ của năm vào năm 2013 khi đội bóng của anh Omar đạt được Siêu cúp 2012 và giải quốc nội. Trong đó anh cũng ghi 8 bàn và kiến tạo 16 bàn trong 31 trận. Trong năm 2014, Omar đã được xếp đầu trong top những cầu thủ có nhiều pha kiến tạo nhất giải quốc nội với 19 lần.

## Thống kê sự nghiệp
| #  | Ngày                 | Địa điểm                                                                         | Đối thủ     | Bàn thắng | Kết quả | Giải đấu                          |
| -- | -------------------- | -------------------------------------------------------------------------------- | ----------- | --------- | ------- | --------------------------------- |
| 1  | 16 tháng 10 năm 2012 | Sân vận động Za'abeel, Dubai, Các Tiểu vương quốc Ả Rập Thống nhất               | Bahrain     | 6–2       | 6–2     | Giao hữu                          |
| 2  | 25 tháng 12 năm 2012 | Sân vận động Quốc tế Khalifa, Doha, Qatar                                        | Yemen       | 2–0       | 2–0     | Giao hữu                          |
| 3  | 5 tháng 1 năm 2013   | Sân vận động Thành phố Thể thao Khalifa, Isa Town, Bahrain                       | Qatar       | 1–1       | 3–1     | Cúp bóng đá vịnh Ả Rập lần thứ 21 |
| 4  | 18 tháng 1 năm 2013  | Sân vận động Quốc gia Bahrain, Riffa, Bahrain                                    | Iraq        | 1–0       | 2–1     | Cúp bóng đá vịnh Ả Rập lần thứ 21 |
| 5  | 15 tháng 11 năm 2013 | Sân vận động Mohammed bin Zayed, Abu Dhabi, Các Tiểu vương quốc Ả Rập Thống nhất | Hồng Kông   | 3–0       | 4–0     | Vòng loại Asian Cup 2015          |
| 6  | 27 tháng 5 năm 2014  | Sân vận động Fontenette, Carouge, Thụy Sĩ                                        | Armenia     | 2–2       | 3–4     | Giao hữu                          |
| 7  | 16 tháng 6 năm 2015  | Sân vận động Shah Alam, Shah Alam, Malaysia                                      | Đông Timor  | 1–0       | 1–0     | Vòng loại World Cup 2018          |
| 8  | 17 tháng 11 năm 2015 | Sân vận động Shah Alam, Shah Alam, Malaysia                                      | Malaysia    | 1–0       | 2–1     | Vòng loại World Cup 2018          |
| 9  | 29 tháng 3 năm 2016  | Sân vận động Mohammed bin Zayed, Abu Dhabi, Các Tiểu vương quốc Ả Rập Thống nhất | Ả Rập Xê Út | 1–1       | 1–1     | Vòng loại World Cup 2018          |
| 10 | 11 tháng 9 năm 2018  | Sân vận động Palamós Costa Brava, Palamós, Tây Ban Nha                           | Lào         | 3–0       | 3–0     | Giao hữu                          |
| 11 | 11 tháng 10 năm 2018 | Sân vận động Olympic Lluís Companys, Barcelona, Tây Ban Nha                      | Honduras    | 1–1       | 1–1     | Giao hữu                          |